# Sherif Nabil el-Sanadili
Sherif Nabil el-Sanadili (in arabo شريف نبيل الصناديلي‎?; Il Cairo, 19 luglio 1970) è un ex cestista egiziano.

## Carriera
Con l'Egitto ha disputato due edizioni dei Campionati mondiali (1990, 1994).